# برج بانک مرکزی
برج بانک مرکزی متعلق به بانک مرکزی جمهوری اسلامی ایران واقع شده در بلوار میرداماد در تهران می‌باشد. ارتفاع این ساختمان ۷۴ متر می‌باشد؛ و در ژوئیه سال ۱۹۹۹ به بهره‌برداری رسیده‌است.